# Gare d'Irkoutsk-Passajirski
La gare d'Irkoutsk-Passajirski (en russe : Ирку́тск-Пассажи́рский) est une gare ferroviaire de voyageurs, du chemin de fer de Sibérie orientale, située dans la ville d'Irkoutsk en Russie. Elle fait partie de la "Direction des gares ferroviaires de Sibérie orientale"  et de la filiale de la "Direction des gares ferroviaires OAO".
Cette gare dispose d'importants moyens en appareils de voies et d'un dépôt de locomotives qui permet la maintenance de trains à courtes, moyennes et longues distances sur la ligne vers Oulan-Oude, vers Taïchet, vers Vladivostok, Oulan-Bator, Pékin. Elle fait partie des gares du Transsibérien.

## Histoire
Le premier train en provenance de Krasnoïarsk arrive le 16 août 1898 à Irkoutsk.
Les bâtiments de la gare sont construits en 1897—1898, puis reconstruits en 1906—1907. En 1936, entre deux bâtiments d'époques différentes est construit un passage dans le même style architectural que les bâtiments existants. 
En 1964 , un pavillon est ajouté pour les passagers de trains de banlieue, un tunnel pour piéton est creusé. La place de la gare est élargie et aménagée. La partie principale est construite sur base d'un projet de « Bâtiment destiné aux passagers pour une station de classe II » . Le style architectural est classique, avec de grandes fenêtres cintrées, une façade en forme de portique. Les parties construites en 1906-1907 ainsi qu'en 1936, respectent également la même tradition néo-classique russe : symétrie et caractère statique. 
En 1998, pour le centenaire du Transsibérien, la gare a été entièrement rénovée et, en 2004, le pavillon pour les passagers de banlieue également.
Actuellement, le bâtiment se présente comme un complexe en quatre parties de différentes époques, dont la surface totale d'élève à 7590 м2,. L'ensemble constitue un édifice remarquable, et, est comme tel, protégé au niveau de la fédération de Russie.  
En 1965 après l'achèvement de la construction du barrage d'Irkoutsk la section Zima (gare) — Irkoutsk — Sloudianka (gare) a été électrifiée en courant continu de 3 kilovolts. Dans les années 1970 et 1980 la ligne du transsibérien depuis Slioudianka vers l'Est et de Zima vers l'Ouest a été électrifiée au courant alternatif. En 1995 la section Zima-Irkoutsk-Slioudianka a été modifiée et fonctionne au courant de 25 kilovolts.

## Service des voyageurs

### Intermodalité
La gare dispose de stations de taxi et de tramway :
- Taxis station : № 16, 20, 72, 116;
- Tramway: № 2, 4а.